# TT300
La tombe thébaine TT 300 est située à Dra Abou el-Naga, dans la nécropole thébaine, sur la rive ouest du Nil, face à Louxor en Égypte.
C'est la tombe d'Anhotep, Fils royal de Koush durant le règne de Ramsès II (XIXe dynastie).